# Dezember 2012
Portal Geschichte | Portal Biografien | Aktuelle Ereignisse | Jahreskalender | Tagesartikel

◄ |
20. Jahrhundert |
21. Jahrhundert

◄ |
1980er |
1990er |
2000er |
2010er
| 2020er | 2030er | 2040er

◄ |
2008 |
2009 |
2010 |
2011 |
2012
| 2013 | 2014 | 2015 | 2016 | ►

◄ |
September 2012 |
Oktober 2012 |
November 2012 |
Dezember 2012 |
Januar 2013 |
Februar 2013 |
März 2013 |
►
Dieser Artikel behandelt tagesbezogene Nachrichten und Ereignisse im Dezember 2012.

## Tagesgeschehen

### Samstag, 1. Dezember 2012
- Valletta/Malta: Der Spielfilm Liebe von Michael Haneke wird mit dem Europäischen Filmpreis ausgezeichnet.[1]

### Sonntag, 2. Dezember 2012
- Borno/Nigeria: Mitglieder der Boko Haram verüben in der Stadt Gamboru in Nigerias östlichstem Bundesstaat ein Massaker an Christen mit mehr als zehn Toten.[2]
- Dschalalabad/Afghanistan: Bei einem Anschlag der Taliban auf einen Stützpunkt der Streitkräfte der Vereinigten Staaten kommen 13 Menschen ums Leben.[3]
- Ljubljana/Slowenien: Borut Pahor gewinnt den zweiten Wahlgang der Präsidentschaftswahl gegen Amtsinhaber Danilo Türk.[4]

### Montag, 3. Dezember 2012
- Kiew/Ukraine: Ministerpräsident Mykola Asarow und sein Kabinett treten geschlossen zurück.[5]
- New Bataan/Philippinen: Infolge des Taifuns Bopha sterben in der Region Mindanao mindestens 546 Menschen, weitere 500 wurden fünf Tage nach dem Durchzug des Wirbelsturms noch vermisst.[6]

### Dienstag, 4. Dezember 2012

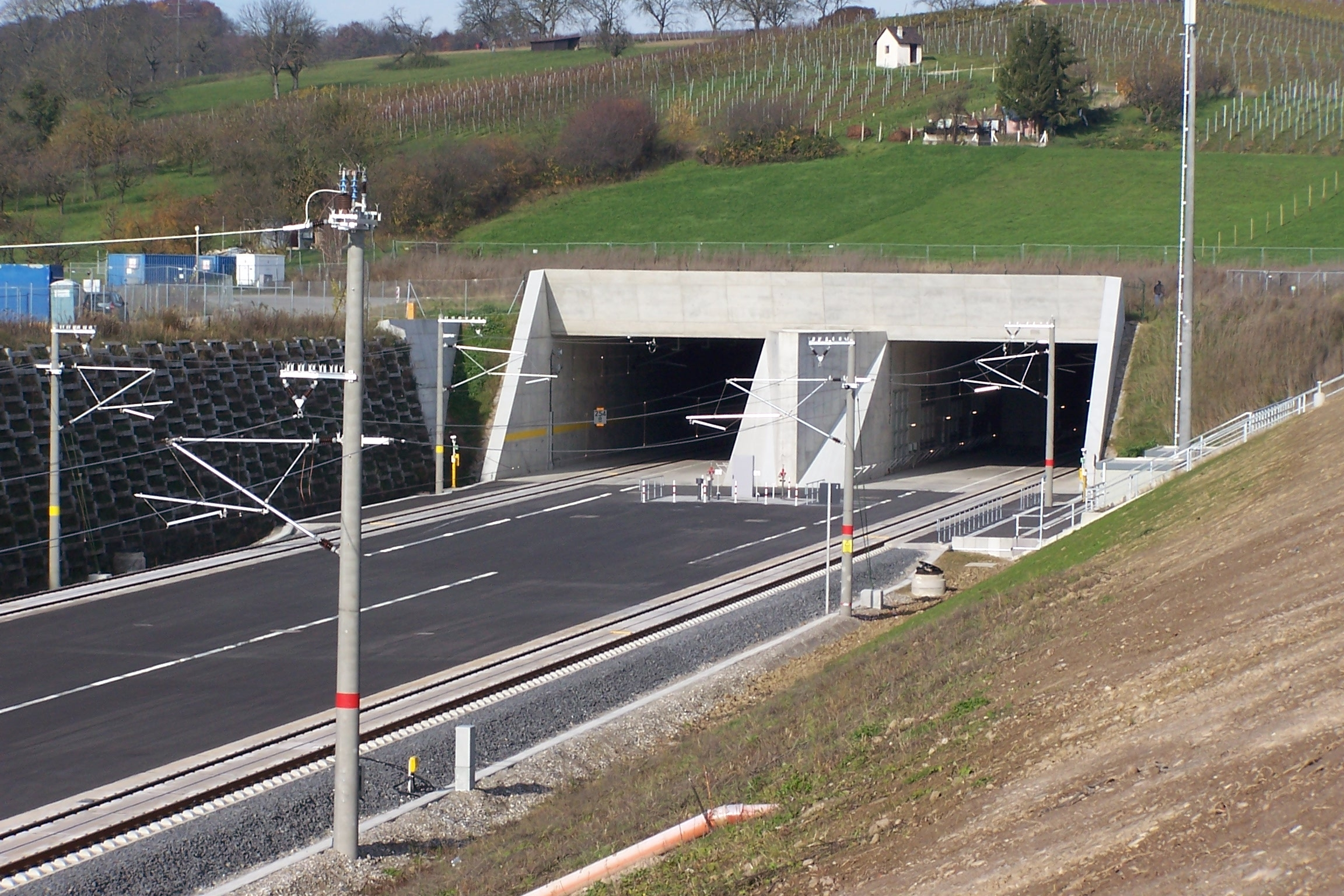
Südportal des Katzenbergtunnels

- Babbila/Syrien: Beim Einschlag einer Mörsergranate in einer Schule sterben 29 Schüler.[7]
- Boston/Vereinigte Staaten: Der Finanzinvestor Advent International übernimmt die Mehrheit am deutschen Unternehmen Douglas Holding, zu dem unter anderem die Parfümerie Douglas und die Buchhandlung Thalia gehören.[8]
- Hannover/Deutschland: Bundeskanzlerin Angela Merkel wird auf dem Parteitag der CDU als Parteivorsitzende wiedergewählt.[9]
- Schliengen/Deutschland: Der Katzenbergtunnel, mit 9.385 m der längste aus zwei Röhren bestehende Eisenbahntunnel des Landes, wird eröffnet.[10]

### Mittwoch, 5. Dezember 2012
- Bern/Schweiz: Ueli Maurer (SVP) wird zum Bundespräsidenten für das Jahr 2013 gewählt.[11]

### Donnerstag, 6. Dezember 2012
- Graz/Österreich: Die Forschungsstelle für Österreichisches Deutsch wählt „Rettungsgasse“ zum Wort des Jahres.[12]
- Ladysmith/Südafrika: Beim Absturz eines Flugzeugs der South African National Defence Force werden elf Soldaten getötet.[13]
- Nyon/Schweiz: Die UEFA gibt bekannt, dass die Fußball-Europameisterschaft 2021 in verschiedenen europäischen Städten ausgetragen wird.[14] Die EM war zunächst für den Sommer 2020 geplant, wurde aufgrund der COVID-19-Pandemie jedoch um ein Jahr nach hinten verschoben.
- Zürich/Schweiz: Eine Jury wählt „Shitstorm“ zum Wort des Jahres.[15]

### Freitag, 7. Dezember 2012

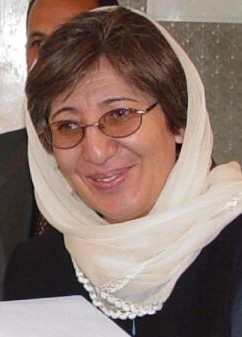
Right-Livelihood-Preisträgerin Sima Samar

- Accra/Ghana: Amtsinhaber John Dramani Mahama gewinnt die zweite Runde der Präsidentschaftswahl gegen seinen Herausforderer Nana Addo Dankwa Akufo-Addo.[16]
- Multan/Pakistan: Bei einem Drohnenangriff des US-Militärs auf die Taliban sterben mehr als zehn Menschen.[17]
- Siem Reap/Kambodscha: Bei einem Brand in einem Nachtmarkt sterben mehr als zehn Menschen.[18]
- Stockholm/Schweden: Die diesjährigen Preisträger des Right Livelihood Award, auch bekannt als „Alternativer Nobelpreis“, werden ausgezeichnet.[19]

### Samstag, 8. Dezember 2012
- Madrid/Spanien: In der „Operation Schwert“ befreien Einheiten von Interpol 19 Jungen aus einem Kinderpornografiering.[20]

### Sonntag, 9. Dezember 2012

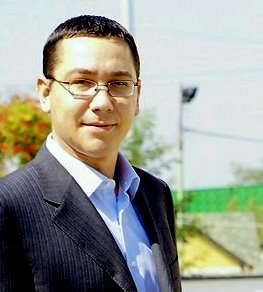
Victor Ponta

- Bukarest/Rumänien: Die sozialliberale Koalition von Ministerpräsident Victor Ponta gewinnt die Parlamentswahl mit über 55 % der Stimmen.[21]
- Hannover/Deutschland: Auf dem Parteitag der SPD wird Peer Steinbrück zum Kanzlerkandidaten für die Bundestagswahl 2013 gewählt.[22]

### Montag, 10. Dezember 2012
- Bonn/Deutschland: Auf dem Hauptbahnhof wird ein scharfer Sprengsatz gefunden und entschärft.[23]
- Mpumalanga/Südafrika: Beim Einsturz einer Brücke in KwaZulu-Natal sterben 14 Menschen.[24]
- Rüsselsheim/Deutschland: Mutterkonzern General Motors gibt die Schließung der Opel-Werke I, II und III am Standort Bochum für Ende 2016 bekannt.[25]

### Dienstag, 11. Dezember 2012
- Bamako/Mali: Der kommissarische Premierminister Cheick Modibo Diarra wird von Angehörigen des Militärs unter Putschführer Amadou Sanogo festgenommen und erklärt daraufhin den Rücktritt der gesamten Regierung.[26]

### Mittwoch, 12. Dezember 2012
- Berlin/Deutschland: Das Steuerabkommen Deutschland–Schweiz scheitert endgültig im Vermittlungsausschuss.[27]
- Istanbul/Türkei: Beginn der Kurzbahnweltmeisterschaften im Schwimmen

### Donnerstag, 13. Dezember 2012
- Washington, D.C./Vereinigte Staaten: Die NASA gibt bekannt, dass die Weltraumteleskope Hubble und Spitzer sechs neue Galaxien entdeckt haben, von denen eine weiter entfernt ist als alle bisher bekannten Himmelskörper.[28]

### Freitag, 14. Dezember 2012

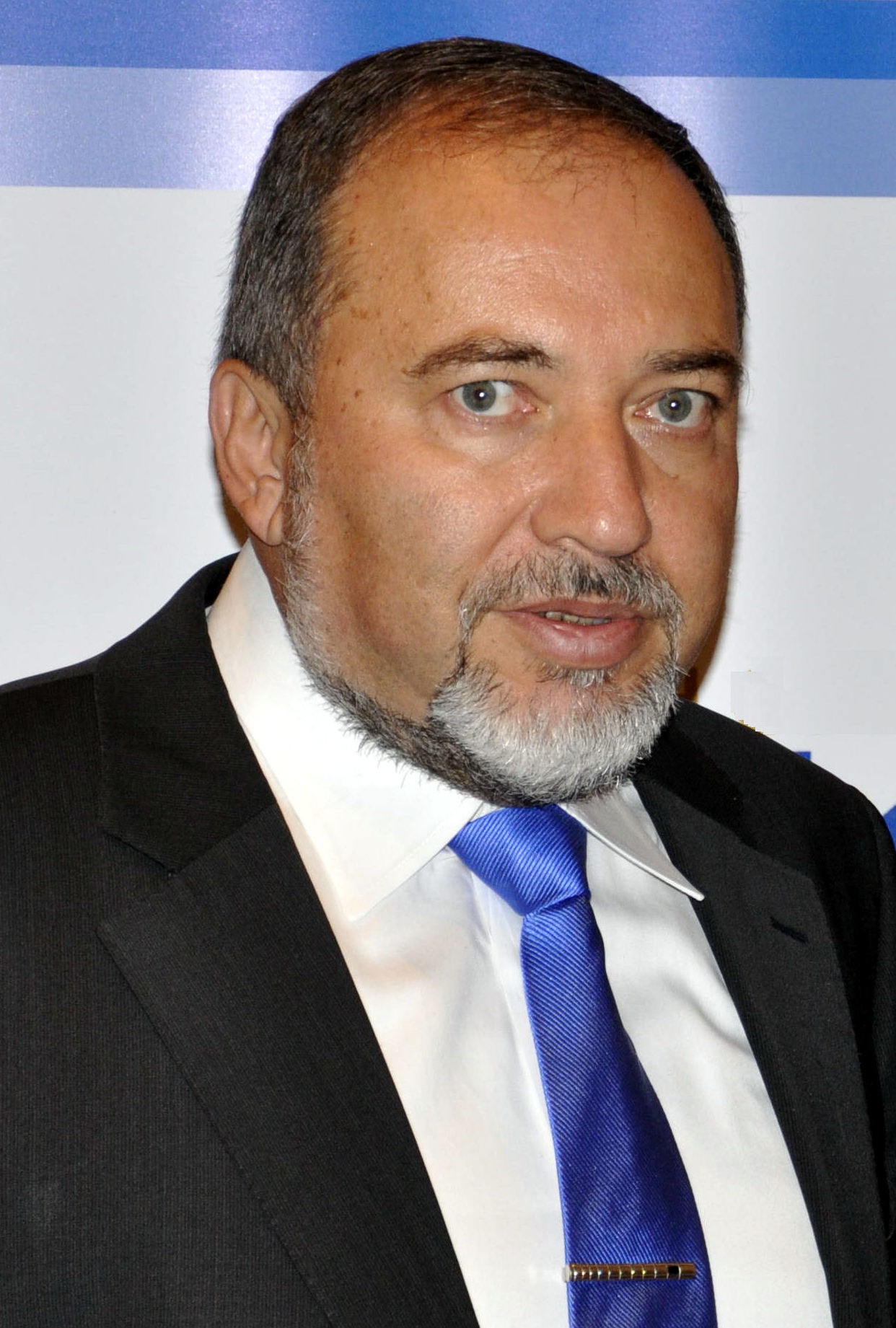
Avidgor Lieberman

- Eresos/Griechenland: Bei einem Fährunglück vor der Insel Lesbos sterben 27 Flüchtlinge.[29]
- Jerusalem/Israel: Aufgrund einer Anklage wegen Amtsmissbrauchs erklärt Außenminister Awigdor Lieberman seinen Rücktritt zum Jahresende.[30]
- Newtown/Vereinigte Staaten: Bei einem Amoklauf an einer Grundschule werden 27 Menschen getötet.[31]
- Wiesbaden/Deutschland: Die Gesellschaft für deutsche Sprache wählt „Rettungsroutine“ zum Wort des Jahres.[32]

### Sonntag, 16. Dezember 2012
- Baden-Baden/Deutschland: Magdalena Neuner, Robert Harting und der Deutschland-Achter werden zu den Sportlern des Jahres gewählt.[33]
- Belgrad/Serbien: Im Finale der Handball-Europameisterschaft der Frauen siegt Montenegro mit 34:31 nach Verlängerung gegen Norwegen.
- Tokio/Japan: Bei der Unterhauswahl wird die Liberaldemokratische Partei unter dem ehemaligen Premierminister Shinzō Abe mit 273 von 408 Sitzen stärkste Kraft. Die regierende Demokratische Partei des amtierenden Premierministers Yoshihiko Noda muss starke Verluste hinnehmen und erreicht lediglich 46 Sitze. In der Folge wird Abe am 26. Dezember erneut zum Premierminister gewählt.[34]
- Yokohama/Japan: Der brasilianische SC Corinthians Paulista aus São Paulo gewinnt nach einem 1:0-Finalsieg gegen den Chelsea FC aus London die Klub-Weltmeisterschaft im Fußball.[35]
- Zürich/Schweiz: Nicola Spirig, Roger Federer und der FC Basel werden zu Sportlern des Jahres gewählt.[36]

### Montag, 17. Dezember 2012
- Kiew/Ukraine: Durch eine Kältewelle kommen im gesamten Land 19 Menschen ums Leben.[37]

### Dienstag, 18. Dezember 2012
- Boosaaso/Somalia: Bei einem Fährunglück im Golf von Aden kommen 55 Menschen ums Leben.[38]

### Mittwoch, 19. Dezember 2012
- Seoul/Südkorea: Bei der Präsidentschaftswahl siegt die Kandidatin der konservativen Saenuri-Partei (Sae-nuri-dang, deutsch Neue Welt Partei) Park Geun-hye gegen ihren Mitbewerber Moon Jae-in von der Minju-tonghap-Partei (deutsch Vereinte Demokratische Partei).[39]

### Donnerstag, 20. Dezember 2012
- Arusha/Tansania: Der Internationale Strafgerichtshof für Ruanda verurteilt den ehemaligen ruandischen Planungsminister Augustin Ngirabatware wegen seiner Beteiligung am Völkermord an den Tutsi zu 35 Jahren Haft.[40]
- Mombasa/Kenia: Bei Kämpfen zwischen Angehörigen der Volksgruppen Pokomo und Orma im Tana River District werden 28 Personen getötet.[41]

### Freitag, 21. Dezember 2012

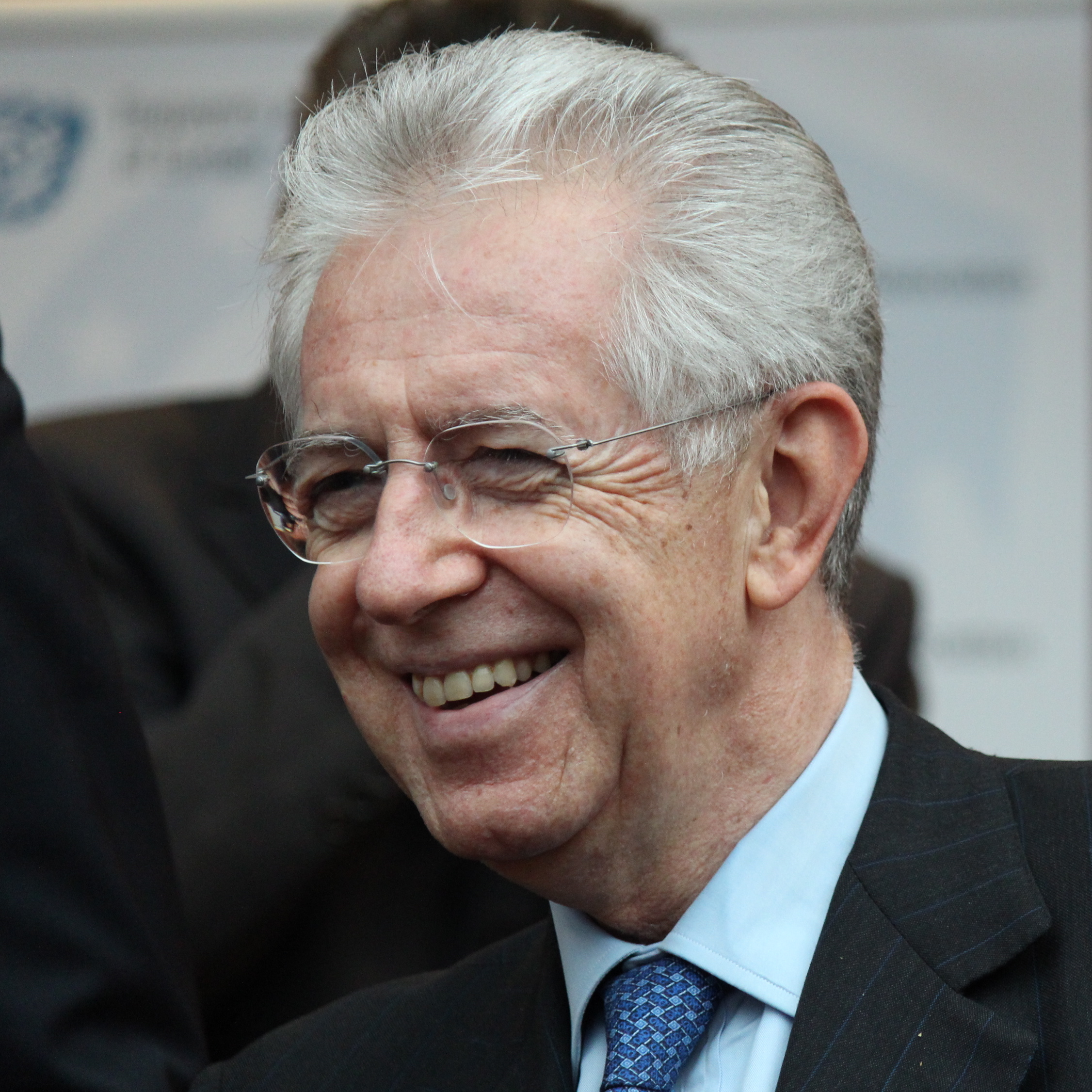
Mario Monti

- Rom/Italien: Ministerpräsident Mario Monti erklärt aufgrund mangelnder Unterstützung durch das Parlament seinen Rücktritt.[42]

### Samstag, 22. Dezember 2012
- Kairo/Ägypten: In einem Referendum sprechen sich 63,8 % der Wähler für die Scharia als Hauptquelle der Gesetzgebung aus.[43]
- Kairo/Ägypten: Vizepräsident Mahmud Makki und der Direktor der Zentralbank Faruk El-Okdah treten von ihren Ämtern zurück.[44]

### Montag, 24. Dezember 2012
- München/Deutschland: Mit amtlich bestätigten 20,7 °C herrschen in der bayerischen Landeshauptstadt die höchsten Temperaturen an einem Heiligen Abend, seit es in Deutschland Wetteraufzeichnungen gibt.[45]
- New York/Vereinigte Staaten: Die letzte Ausgabe des Nachrichtenmagazins Newsweek erscheint.

### Dienstag, 25. Dezember 2012
- Moskau/Russland: Infolge einer Kältewelle sterben seit Mitte des Monats im gesamten Land über 123 Menschen.[46]
- Schymkent/Kasachstan: Beim Absturz eines Militärflugzeuges kommen 27 Menschen ums Leben.[47]

### Mittwoch, 26. Dezember 2012
- Guangzhou/China: Das vorletzte Teilstück der Eisenbahn-Schnellfahrstrecke Peking–Hongkong zwischen Guangzhou und Shenzhen wird in Betrieb genommen.[48]
- Warschau/Polen: Formel-1-Weltmeister Sebastian Vettel wird in einer von der Nachrichtenagentur PAP durchgeführten Abstimmung zu Europas Sportler des Jahres gewählt.[49]
- Washington, D.C./Vereinigte Staaten: Bei schweren Unwettern kommen im mittleren Westen des Landes zwölf Menschen ums Leben.[50]

### Donnerstag, 27. Dezember 2012

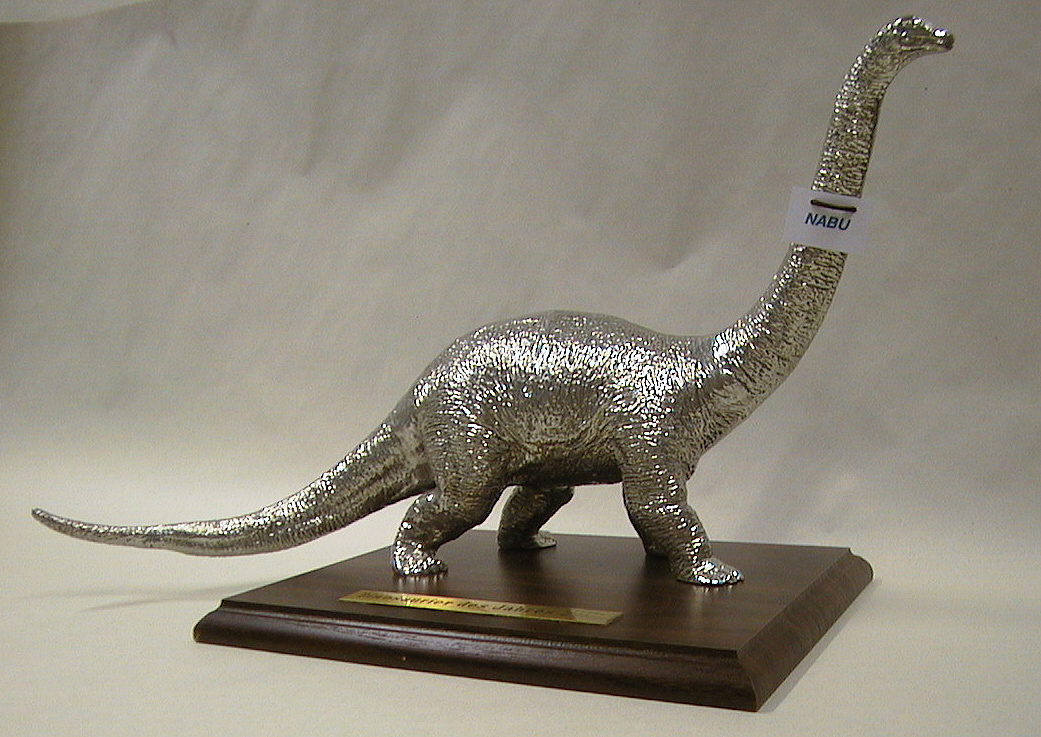
Trophäe für Ilse Aigner

- Berlin/Deutschland: Der Naturschutzbund Deutschland zeichnet Bundesagrarministerin Ilse Aigner mit dem Negativpreis Dinosaurier des Jahres aus.[51]
- Peschawar/Pakistan: Angehörige der Tehrik-i-Taliban entführen und ermorden 23 Soldaten.[52]

### Freitag, 28. Dezember 2012
- Mumbai/Indien: Ratan Tata übergibt die Firmenleitung der Tata Group an Cyrus Mistry.

### Samstag, 29. Dezember 2012
- Oberhof/Deutschland: Der Norweger Petter Northug gewinnt den Prolog der Tour de Ski.

### Sonntag, 30. Dezember 2012
- Oberstdorf/Deutschland: Der Norweger Anders Jacobsen gewinnt das erste Springen der Vierschanzentournee.

### Montag, 31. Dezember 2012
- Abidjan/Elfenbeinküste: Bei einer Massenpanik während der zentralen Silvesterfeier kommen 61 Menschen ums Leben, mehr als 200 werden verletzt.[53]

## Weblinks

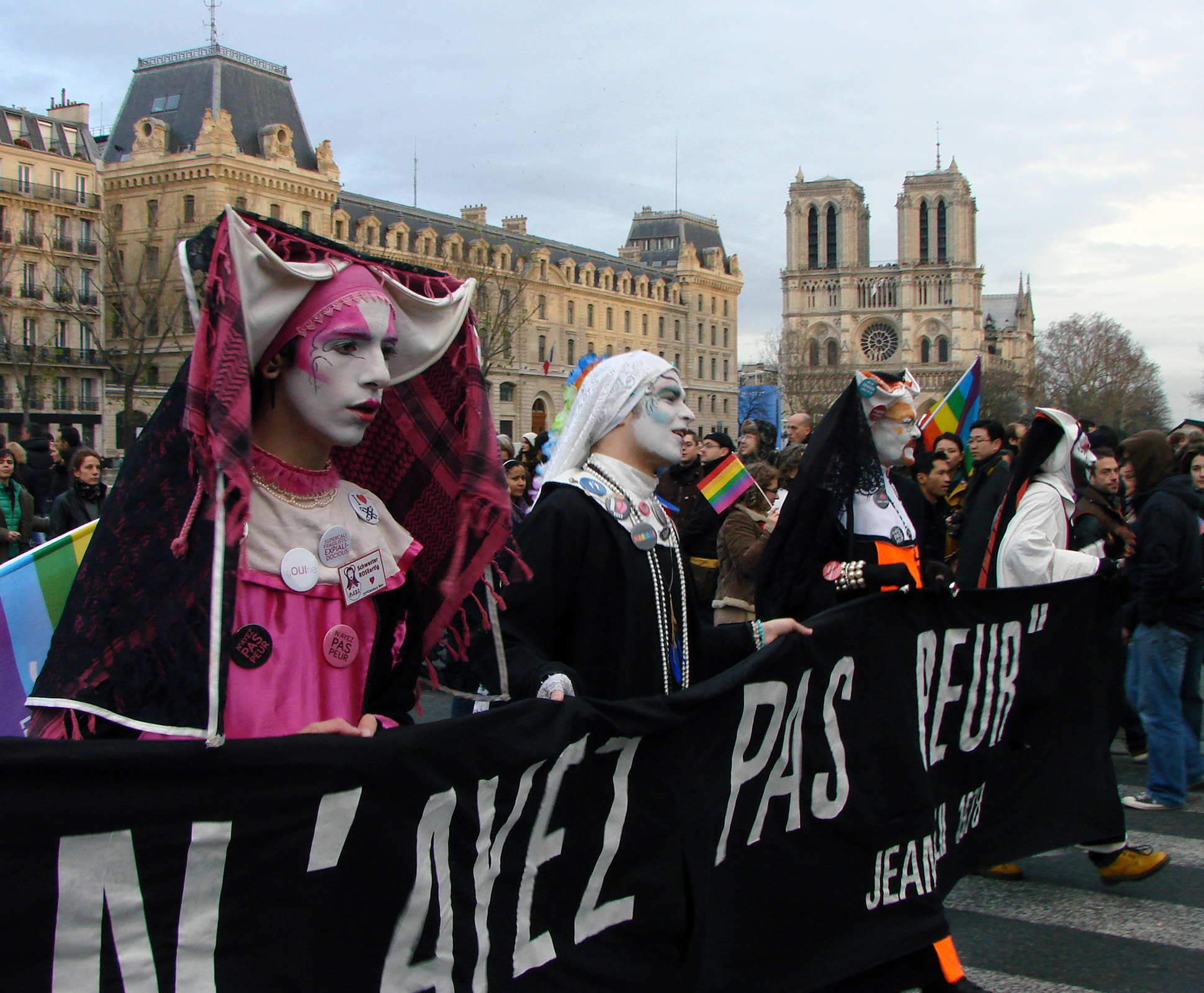
Paris im Dezember 2012